# Mariko Shinoda
Pour les articles homonymes, voir Shinoda.
Mariko Shinoda (篠田麻里子, Shinoda Mariko, née le 11 mars 1986 à Fukuoka, Japon) est une chanteuse, actrice et idole japonaise, ancienne membre du groupe de J-pop AKB48. Son surnom est Maririn (まりりん).

## Biographie
Elle débute avec AKB48 en janvier 2006. Elle n'est pas rentrée chez AKB48 par le biais de l'audition principale, car ce jour-là elle travaillait dans le café du théâtre des AKB48 ; ayant raconté son histoire aux clients, elle fut surprise d'apprendre qu'une centaine d'entre eux écrivirent ensuite au producteur du groupe Yasushi Akimoto pour qu'elle soit auditionnée indépendamment. Voyant qu'elle avait déjà des fans potentiels, celui-ci l'a rajoutée à la Team A.
Elle est l'un des membres les plus connus du groupe et a participé quasiment à tous les singles du groupe ainsi qu'aux quatre albums studio et à une réédition du premier. Elle a été souvent remarquée pour avoir été l'un des membres les plus âgés dans le groupe.
Comme les autres membres du groupe, elle a joué en 2010 dans le drama Majisuka Gakuen.
Le 20 septembre 2011, elle remporte le tournoi Janken Senbatsu 2011 face à Reina Fujie, et obtient donc la place centrale dans le 24e single du groupe s'intitulant Ue Kara Mariko. Cette chanson chantée par quelques membres de la Team A, dont elle en fait partie, ainsi que la Team K, est comme une chanson en son honneur.
En 2012, elle remplace sa collègue Minami Takahashi comme capitaine de la Team A pour que cette dernière devienne manager général d'AKB48 ainsi que ses groupes-sœurs.
Elle participe à la fin de l'année au sous-groupe Team Surprise.
Lors de la 32e élection Senbatsu des AKB48 où elle se place en cinquième position, elle annonce sa graduation du groupe qui a eu lieu le 21 juillet 2013 au Fukuoka Dome.
Le dernier album du groupe avec Mariko, dans lequel elle a interprété une chanson en solo, est 1830m en 2012. Malgré sa graduation en juillet 2013, Mariko a notamment participé au single du groupe Koi Suru Fortune Cookie, dans lequel elle est créditée (elle apparaît aussi sur la couverture du single), qui sort le 21 août 2013.
En 2016, Mariko Shinoda apparaît (avec d'autres membres graduées telles que Atsuko Maeda, Tomomi Itano et Yuko Oshima) aux côtés d'AKB48 sur le 43e single du groupe Kimi wa Melody qui le 9 mars, afin de célébrer 10e anniversaire du groupe.

## Discographie avec AKB48

### Albums
| Date de sortie   | Titre                                  | Titre original                             | Remarques                                        |
| ---------------- | -------------------------------------- | ------------------------------------------ | ------------------------------------------------ |
| 1er janvier 2008 | Set List - Greatest Songs 2006-2007    | SET LIST〜グレイテストソングス 2006-2007〜 | Premier album / Compilations singles et faces B  |
| 7 avril 2010     | Kamikyokutachi                         | 神曲たち                                   | Deuxième album / Compilations singles et faces B |
| 14 juillet 2010  | SET LIST - Greatest Songs - Kanzen Ban | SET LIST〜グレイテストソングス〜完全盤     | Ré-édition                                       |
| 8 juin 2011      | Koko ni Ita Koto                       | ここにいたこと                             | Troisième album et premier album original        |
| 15 août 2012     | 1830m                                  | 1830m                                      | Quatrième album et deuxième album original       |

### Singles
En indépendant
| N° | Date de sortie | Titre         | Titre original   | Remarques                                          |
| -- | -------------- | ------------- | ---------------- | -------------------------------------------------- |
| 2  | 7 juin 2006    | Skirt, Hirari | スカート、ひらり | N'a pas pu participer au premier single du groupe. |

En major
| N° | Date de sortie  | Titre                                          | Titre original                            | Remarques            |
| -- | --------------- | ---------------------------------------------- | ----------------------------------------- | -------------------- |
| 1  | 25 octobre 2006 | Aitakatta                                      | 会いたかった                              |                      |
| 2  | 31 janvier 2007 | Seifuku ga Jama wo Suru                        | 制服が邪魔をする                          |                      |
| 3  | 18 avril 2007   | Keibetsu Shiteita Aijō                         | 軽蔑していた愛情                          |                      |
| 4  | 18 juillet 2007 | BINGO !                                        | BINGO !                                   |                      |
| 5  | 8 août 2007     | Boku no Taiyō                                  | 僕の太陽                                  |                      |
| 6  | 31 octobre 2007 | Yūhi wo Miteiru ka ?                           | 夕陽を見ているか?                         |                      |
| 7  | 23 janvier 2008 | Romance, Irane                                 | ロマンス、イラネ                          |                      |
| 8  | 27 février 2008 | Sakura no Hanabiratachi 2008                   | 桜の花びらたち2008                        |                      |
| 9  | 13 juin 2008    | Baby ! Baby !                                  | BABY ! BABY !                             |                      |
| 10 | 22 octobre 2008 | Ōgoe Diamond                                   | 大声ダイヤモンド                          |                      |
| 11 | 4 mars 2009     | 10nen Sakura                                   | 10年桜                                    |                      |
| 12 | 24 juin 2009    | Namida Surprise !                              | 涙サプライズ!                             |                      |
| 13 | 26 août 2009    | Iiwake Maybe                                   | 言い訳Maybe                               |                      |
| 14 | 21 octobre 2009 | RIVER                                          | RIVER                                     |                      |
| 15 | 17 février 2010 | Sakura no Shiori                               | 桜の栞                                    |                      |
| 16 | 26 mai 2010     | Ponytail to Shushu                             | ポニーテールとシュシュ                    |                      |
| 17 | 18 août 2010    | Heavy Rotation                                 | ヘビーローテーション                      |                      |
| 18 | 27 octobre 2010 | Beginner                                       | Beginner                                  |                      |
| 19 | 8 décembre 2010 | Chance no Junban                               | チャンスの順番                            |                      |
| 20 | 16 février 2011 | Sakura no Ki ni Narō                           | 桜の木になろう                            |                      |
| -  | 1er avril 2011  | Dareka no Tameni -What can I do for someone ?- | 誰かのために ~What can I do for someone?~ | Distribution limitée |
| 21 | 25 mai 2011     | Everyday, Kachūsha                             | Everyday、カチューシャ                    |                      |
| 22 | 24 août 2011    | Flying Get                                     | フライングゲット                          |                      |
| 23 | 26 octobre 2011 | Kaze wa Fuiteiru                               | 風は吹いている                            |                      |
| 24 | 7 décembre 2011 | Ue Kara Mariko                                 | 上からマリコ                              |                      |
| 25 | 15 février 2012 | GIVE ME FIVE!                                  | GIVE ME FIVE !                            |                      |
| 26 | 23 mai 2012     | Manatsu no Sounds good!                        | 真夏のSounds good!                        |                      |
| 27 | 29 août 2012    | Gingham Check                                  | Gingham Check                             |                      |
| 28 | 31 octobre 2012 | UZA                                            | UZA                                       |                      |
| 29 | 5 décembre 2012 | Eien Pressure                                  | 永遠プレッシャー                          |                      |
| 31 | 20 février 2013 | So long !                                      | So long !                                 |                      |
| 32 | 22 mai 2013     | Sayonara Crawl                                 | さよならクロール                          |                      |
| 33 | 21 août 2013    | Koi Suru Fortune Cookie                        | 恋するフォーチュンクッキー                |                      |
| 43 | 9 mars 2016     | Kimi wa Melody                                 | 君はメロディー                            | En tant qu'invitée   |

## Filmographie

### Films
- 2011 : Documentary of AKB48: To Be Continued
- 2011 : Inu no Eiga (犬とあなたの物語 いぬのえいが) : Sudo-san
- 2011 : Gal Basara: Sengoku Jidai wa Kengai Desu
- 2011 : Japanese Salaryman NEO : Mao
- 2012 : Ouran High School Host Club (桜蘭高校ホスト部) : Michelle
- 2015 : Tag (Riaru Onigokko): Keiko
- 2016 : Terra Formars

### Dramas
- 2009 : Love Game : Ruka
- 2009 : Gine Sanfujinka no onna tachi (ギネ 産婦人科の女たち) : Toda
- 2010 : Majisuka Gakuen (マジすか学園) : Sado
- 2011 : Taisetsu na koto wa subete kimi ga oshiete kureta (大切なことはすべて君が教えてくれた) : Elle-même
- 2011 : Sakura kara no tegami (桜からの手紙 〜AKB48 それぞれの卒業物語〜) : Elle-même
- 2011 : Majisuka Gakuen 2 (マジすか学園2) : Sado
- 2011 : Ouran High School Host Club
- 2018 : Mahou × Senshi Magi Majo Pures! (魔法×戦士 マジマジョピュアーズ!) : Tiara